# Dehnel-Effekt

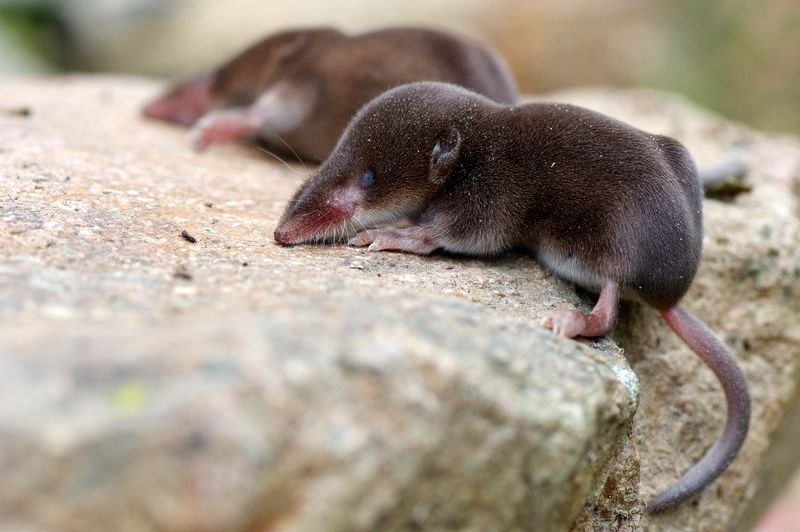
Erstmals nachgewiesen wurde der Dehnel-Effekt bei der zu den Rotzahnspitzmäusen zählenden Waldspitzmaus Sorex araneus

Der Dehnel-Effekt, auch als Dehnels Phänomen (in Anlehnung an engl. Dehnel’s phenomenon) bezeichnet, beschreibt die saisonal bedingte Schrumpfung von Waldspitzmäusen, die als winterliche Maßnahme zur Einsparung von Energie dient. Dieser Prozess wurde nach dem polnischen Zoologen August Dehnel (1903–1962) benannt, der dieses Phänomen 1949 als erster beschrieb. Die wissenschaftliche Bestätigung seiner Erkenntnisse erfolgte allerdings erst 2016.
Mittlerweile konnte nachgewiesen werden, dass der Dehnel-Effekt auch bei weiteren Säugetieren, wie einigen Wieselarten und dem Europäischen Maulwurf auftritt.

## Beschreibung

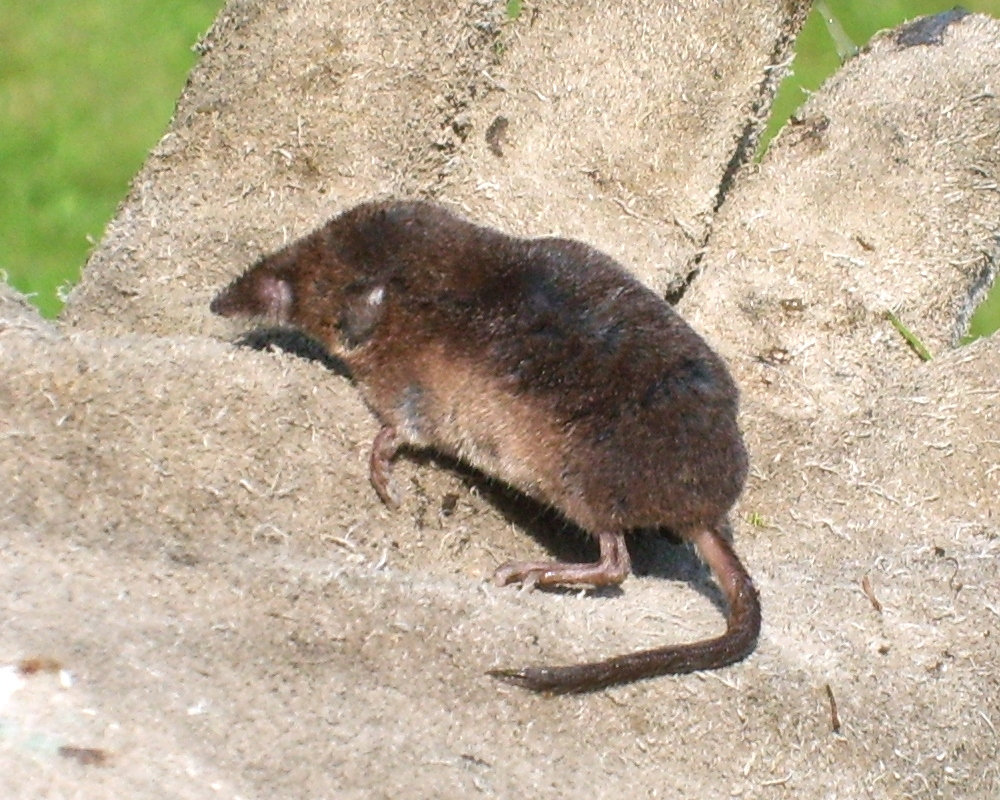
Verschiedene Körperteile der Waldspitzmaus schrumpfen im Winter, so dass sich ihr Gesamtgewicht um 15 bis 20 Prozent verringert

Die Stoffwechselrate beschreibt den Sauerstoffverbrauch im Verhältnis zum Körpergewicht und ist bei Spitzmäusen, die eine Herzschlagfrequenz von 800 bis 1000 Schlägen pro Minute erreichen, ungewöhnlich hoch. Im Verhältnis müssen die kleinen Tiere daher erheblich mehr Energie für die Versorgung von jedem Gramm Körpergewicht bereitstellen und benötigen an einem Tag oft mehr als ihr eigenes Körpergewicht (6 bis 15 Gramm) an Nahrung.
Zunächst entdeckte August Dehnel, dass Spitzmäuse, die weder Winterschlaf noch Winterruhe halten, im Winter einfach kleiner werden. Damals war weder klar, dass diese Maßnahme der Energieeinsparung dient, noch, dass auch andere Kleinsäuger, wie Maulwürfe und Wiesel, saisonale Schrumpfung durchmachen. Jahrzehnte nach Dehnels Beobachtungen konnten Forscher des Max-Planck-Institutes für biologische Intelligenz per Röntgenuntersuchung an Spitzmäusen nachweisen, dass sowohl ihr Schädel als auch das Gehirn und Organe wie die Leber, die Milz und der Darm im Winter um bis zu 20 Prozent schrumpften, um im Frühjahr wieder zu wachsen. Dies bestätigte Dehnels Ergebnisse, die seine Schädelvermessungen bereits in den 1940er Jahren nahegelegt hatten, so dass der biologische Prozess nach ihm benannt wurde.
Dehnel sprach in diesem Zusammenhang von „Sommer“- und „Winterspitzmäusen“, als er seine Beobachtungen niederschrieb.

## Auswirkungen auf den Organismus
Die Gewichtsreduktion durch das Schrumpfen von knöchernen Strukturen, Organen und insbesondere des Gehirns hat Auswirkungen auf den gesamten Organismus. Bei Waldspitzmäusen konnte eine durchschnittliche Hirnschrumpfung von 21,4 Prozent nachgewiesen werden, wodurch sich die kognitiven Fähigkeiten der Kleinsäuger nachweislich verschlechterten, was insbesondere bei der räumlichen Orientierung sowie bei der Leistungsfähigkeit des Gedächtnisses deutlich wurde. 
Im Frühjahr legen die Tiere zwar wieder an Größe und Masse zu, erreichen jedoch nicht mehr die volle Größe, die sie vor dem Winter hatten. Nach dem Winter wuchsen die vermessenen Spitzmausgehirne im Schnitt um 17,0 Prozent, so dass rund vier Prozent des Verlustes an Hirnmasse nicht wieder aufgeholt wurde.
Da Waldspitzmäuse, je nach Quelle, zwischen 13 und 18 Monate alt werden, durchlaufen sie in der Regel nur einen Schrumpfungszyklus. Dennoch sterben bis zu 80 Prozent der kleinen Maulwurfsverwandten im Winter.
Europäische Maulwürfe können im Gegensatz zu Spitzmäusen fünf Jahre oder sogar älter werden und machen daher mehrere Schrumpfungszyklen durch. Dabei schrumpfen auch ihre Gehirne im ersten Winter um durchschnittlich 11 Prozent und vergrößern sich im folgenden Frühjahr nur um vier Prozent. Bisher liegen noch keine Erkenntnisse darüber vor, wie dynamisch die jeweilige Schrumpfung sich im Laufe der Jahre verhält. Ein linearer Verlauf kann bei Maulwürfen jedoch schon rein rechnerisch mit an Sicherheit grenzender Wahrscheinlichkeit ausgeschlossen werden.
Vergleichsuntersuchungen beim Iberischen Maulwurf zeigten hingegen keine saisonalen Schwankungen.

## Späte Verifizierung

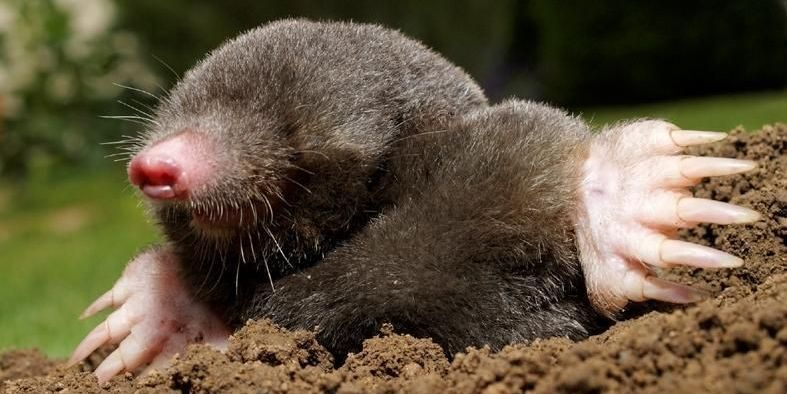
Auch beim Europäischen Maulwurf konnte der Dehnel-Effekt nachgewiesen werden

Dehnel beschrieb den nach ihm benannten Prozess bereits 1949 im Fachblatt der Maria-Curie-Skłodowska-Universität.
Innerhalb der wissenschaftlichen Gemeinschaft fand der Effekt zunächst jedoch kaum Beachtung und wurde von Forscherkollegen lange als Scheineffekt abgetan. Mehrheitlich erklärte man sich die von Dehnel beobachteten Unterschiede dadurch, dass größere Spitzmäuse den Winter seltener überlebten und daher lediglich die kleineren Exemplare das Frühjahr erreichten. Tatsächlich ist die Stoffwechselrate der Kleinsäuger so hoch, dass sie innerhalb von nur fünf Stunden verhungern können, wenn sie keine geeignete Nahrung finden.
Im Jahr 2016 bestätigte eine Forschergruppe des Max-Planck-Institutes den Dehnel-Effekt bei Waldspitzmäusen durch ein aufwendiges Freilandexperiment, bei dem lebende Tiere zunächst im Sommer gefangen und vermessen wurden, bevor man sie mit einem winzigen Transponder kennzeichnete und wieder freiließ. Es gelang, einen Teil der Tiere im Winter erneut zu fangen und sie zu vermessen, wobei die Schrumpfung deutlich belegt werden konnte.
Untersuchungen an weiteren Tierarten bestätigten, dass der Dehnel-Effekt auch bei einigen Mardern der Gattung Mustela nachweisbar ist.

## Beispiele für Arten, bei denen der Dehnel-Effekt auftritt

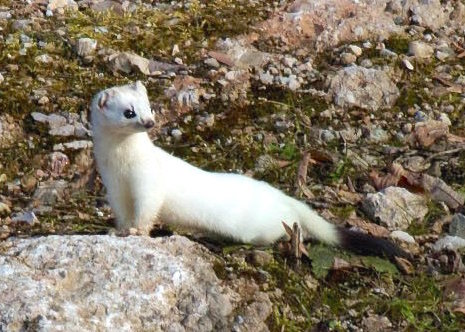
Beim Hermelin verändern sich im Winter nicht nur die Färbung, sondern auch Größe und Gewicht von Organen und Körperteilen

- Rotzahnspitzmäuse (der Gattung Sorex)[6]
- Europäischer Maulwurf (Talpa europaea)[8]
- Mauswiesel (Mustela nivalis)[3]
- Hermelin (Mustela erminea)[3]

Beim Amerikanischen Nerz (Neogale vison) und dem Europäischen Iltis (Mustela putorius) deuten bisher erhobene Datensätze darauf hin, dass der Dehnel-Effekt auch bei ihnen auftritt.